# ساعت‌ساز

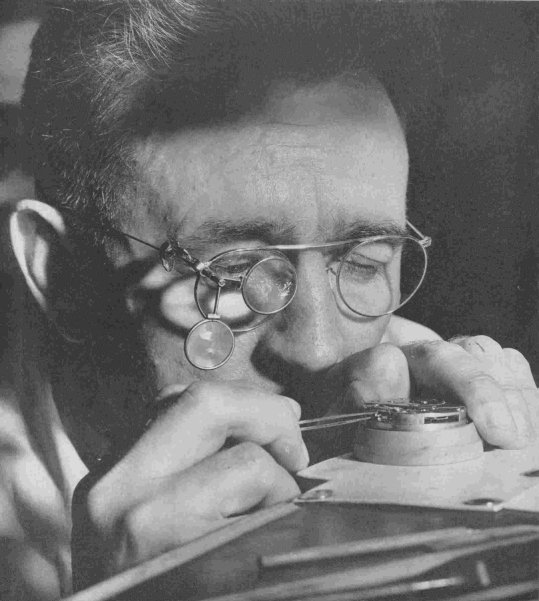
سازنده ساعت مچی

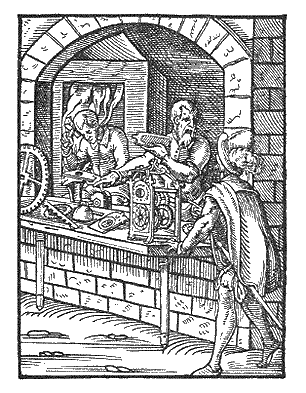
نقاشی سازنده ساعت‌های بزرگ, ۱۵۶۸

ساعت‌ساز صنعت‌گر و پیشه‌وری است که حرفه‌اش تعمیر ساعت است. ازآنجاکه امروزه بیشتر ساعت‌ها در کارخانه‌ها ساخته می‌شوند، ساعت‌سازها منحصراً به تعمیر ساعت‌ها می‌پردازند. اساساً در گذشته صاحبان صنف‌ها که خود تولیدکننده ساعت به روش دستی بودند، به تعمیرکاری و ساعت‌سازی نیز اشتغال داشتند.
در زبان فارسی به همه افراد شاغل در این حرفه ساعت‌ساز می‌گویند اما در انگلیسی سازندگان ساعت‌های بزرگ (به انگلیسی: Clockmaker) و ساعت‌های مچی (به انگلیسی: Watchmaker) نامیده می‌شوند.